# Centro di aiuto alla vita
I Centri di aiuto alla Vita (CAV) sono associazioni di volontari, apartitiche, laiche facenti parte del Movimento per la Vita di ispirazione cattolica, finalizzate ad aiutare le donne alle prese con una gravidanza difficile o indesiderata, oltreché sostenere le giovani madri prive di mezzi o sprovviste delle capacità necessarie a fornire le cure al figlio, al fine di prevenire il ricorso all'aborto.

## Caratteristiche
Attualmente, sul territorio italiano sono 315 i centri di aiuto alla vita. Il primo venne fondato a Firenze nel marzo 1975.
Oggi una larga fetta dell'attività dei centri è dedicata alle donne immigrate, specie se irregolari e provenienti da paesi in via di sviluppo. Si tratta difatti di una categoria di persone particolarmente vulnerabili.
La segreteria di collegamento dei CAV dichiara che, secondo loro stime interne, dal 1975 le assistenze erogate che hanno portato a una nascita sarebbero circa 110.000 (al 2008).

## Attività
Ai centri di aiuto alla vita possono rivolgersi:
- la donna o la coppia che aspetta un bambino e si trova in difficoltà;
- la donna o la coppia che ha abortito e sente il bisogno di un sostegno.

I CAV offrono servizi quali:
- test di gravidanza gratuito e riservato;
- sostegno alla donna o alla coppia in difficoltà;
- ospitalità per la madre e per il bambino nelle proprie case di accoglienza o in strutture convenzionate (circa 250 donne all'anno)[6];
- aiuto nel completamento degli studi, nell'inserimento lavorativo, nella ricerca di un alloggio;
- baby-sitting per i casi di emergenza;
- distribuzione di corredino e attrezzature per neonato, compresi alimenti per il neonato e la famiglia.

Durante gli anni l'attività dei CAV si avvale anche di alcuni servizi, in particolare il "Progetto Gemma" e del "Telefono Rosso".
La gran parte dei CAV in Italia è una ONLUS (organizzazione non lucrativa di utilità sociale), e alcuni di loro sono convenzionati con le Aziende Sanitarie e con i Servizi Sociali territoriali.